# Hurricane Bianca
Hurricane Bianca é um filme de comédia americano de 2016 dirigido e escrito por Matt Kugelman. O título do filme deriva do ator principal, Bianca Del Rio (Roy Haylock), figurinista e drag queen americano, mais conhecido por vencer a sexta temporada do RuPaul's Drag Race. Além de ser comercializado como uma comédia, o filme aborda questões sociais sérias, como o fato de que é legal em 29 estados dos EUA que alguém seja demitido de seu local de trabalho por ser gay.
Falando no filme antes de seu lançamento, Del Rio declarou: "É um assunto sério, mas feito de uma forma engraçada". Kugelman declarou que espera que o filme possa esclarecer a discriminação no emprego nos Estados Unidos, dizendo: "Minha esperança é que Hurricane Bianca mude a ideia [das pessoas] e traga consciência para a questão".
O orçamento do filme foi atendido em grande parte através de extenso financiamento coletivo. Foi introduzido e anunciado anos antes da ascensão de Del Rio à fama no RuPaul's Drag Race. Ao ganhar o programa, Del Rio recebeu um prêmio em dinheiro de US$100.000, atraindo mais atenção para o filme. Ele foi capaz de chamar atenção adicional para ele, com o elenco não só do próprio RuPaul Charles, mas também de outros ex-alunos do Drag Race: Willam Belli, Shangela Laquifa Wadley (Darius J. Pierce), Joslyn Fox (Patrick Joslyn) e Alyssa Edwards (Justin Johnson).
Após um lançamento teatral limitado, o filme foi lançado em vídeo sob demanda em 23 de setembro de 2016, com lançamento em DVD em outubro de 2016.
Um filme de sequência, Hurricane Bianca: From Russia with Hate, foi lançado em 18 de maio de 2018.

## Enredo
Um professor chamado Richard se muda da cidade de Nova York para uma pequena cidade no Texas e começa a trabalhar em uma nova escola. Pouco depois disso, Richard é expulso pela comunidade nesta cidade e consequentemente é demitido, o que é legal sob a lei estadual no Texas. Depois disso, Richard sente a necessidade de se vingar das pessoas que eram odiosas para ele, então ele retorna como Bianca Del Rio, sua persona drag, e espalha seu ódio e causa caos para aqueles que eram maus para ele, que são alheios a o fato de que Del Rio é na verdade o Richard previamente demitido.

## Elenco
- Bianca Del Rio como Richard Martinez/Bianca Del Rio.
- Rachel Dratch como Deborah Ward,[10][11] vice-diretora da Milford High School..
- Bianca Leigh como Karma Johnstone: Uma mulher trans que Richard faz amizade no Texas.  Ela dirige seu próprio programa de rádio.
- Denton Blane Everett como Treinador Chuck, professor de ginástica e treinador de futebol no Milford High e irmão de Karma.
- Willam Belli como Bailey,   um dos melhores amigos de Richard de Nova York.
- Shangela Laquifa Wadley como Stephen,   um dos melhores amigos de Richard de Nova York.
- Téa Mckay como Keeley Carson, uma estudante do Milford High.
- Kaleb King como Bobby, um estudante gay do Milford High.
- Molly Ryman como Carly Ward, uma professora no Milford High e filha de Deborah.
- Ted Ferguson como Diretor Wayne.
- Alan Cumming como Lawrence Taylor,   presidente do programa de embaixadores de ensino que envia Richard a Milford High.
- Joslyn Fox como a garçonete.
- Alyssa Edwards como Ambrosia Salad.
- RuPaul [12] como RuStorm, um repórter do tempo.

## Desenvolvimento
Antes de vencer o RuPaul's Drag Race, Del Rio já havia atraído a atenção como comediante e drag queen nas cenas de drag de Nova York e Nova Orleans. Ela costumava hospedar e eventos MC, incluindo Mardi Gras e Southern Decadence. Del Rio tornou-se amigo de Kugelman, que escreveu o filme especificamente baseado nele, afirmando "Alto, esbelto e glamouroso, mas com a boca de um motorista de caminhão, eu imediatamente pensei que Bianca era um personagem total do filme, e que este seria o história que desenvolvo para o meu primeiro longa-metragem." Depois que os dois decidiram seguir o empreendimento, um crowdfundingsite foi criado no Indiegogo e patrocinado também pela Fractured Atlas. Del Rio começou a promover o projeto durante seus shows, incentivando os fãs a doarem para o projeto. Outros métodos de financiamento incluíram Del Rio, que produzia vídeos personalizados para os colaboradores, em uma série de vídeos intitulada "Bianca Hates You". Como Del Rio é um insulto de quadrinhos por traits, aqueles que doaram grandes quantias de dinheiro receberam esses vídeos, já que muitos fãs gostaram de ser agredidos verbalmente pela Del Rio.
Depois de ser escalado e, finalmente, ganhar a RuPaul's Drag Race, Del Rio foi elevada à fama internacional. Ela também recebeu um prêmio em dinheiro de US$ 100.000, que solidificou a produção de Hurricane Bianca.

## Fundição
Kugelman e Del Rio recrutaram vários nomes conhecidos para o filme após a aparição de Del Rio no RuPaul's Drag Race. O ator Willam Belli foi anunciado pela primeira vez para se juntar ao elenco através de um vídeo no YouTube, interpretando a melhor amiga de Del Rio na tela, Bailey. Outros competidores do Drag Race anunciados para participar do programa via mídia social de Del Rio, foram Joslyn Fox, membro da terceira temporada, temporada 6, a integrante da temporada 3, Shangela Laquifa Wadley, e a integrante da 5ª temporada, Alyssa Edwards.
Fora de Drag Race, ambos Alan Cummingand Rachel Dratch foram anunciados via mídia social para estar no filme.

## Filmagem
De acordo com o site da Del Rio, as filmagens ocorreram durante um período de três semanas em meados de julho e agosto em Garland, Texas, na Escola Secundária de Garland. Nos bastidores, filmagens postadas nas mídias sociais de alguns dos atores mostraram uma cena em uma pista de patinação (Texas Skatium em Garland) e uma escola. Depois que as filmagens começaram, Kugelman divulgou as filmagens on-line do aniversário de 40 anos do Del Rio. O show de quase duas horas foi colocado à venda por US $ 14,99 e foi usado para ajudar a financiar a pós-produção de Hurricane Bianca. 

## Recepção
A pontuação do usuário no Rotten Tomatoes mostra uma aprovação de 51% com base em 349 avaliações de usuários. No iMDB, marcou 5.1/10 com base em 4.939 avaliações.